# Gelbe Trompetenblume
Die Gelbe Trompetenblume (Tecoma stans), manchmal auch als Gelber Trompetenbaum oder Gelber Trompetenstrauch bezeichnet, ist eine Pflanzenart aus der Gattung Tecoma innerhalb der Familie der Trompetenbaumgewächse (Bignoniaceae).

## Beschreibung

Aufbau der zygomorphen Blüte

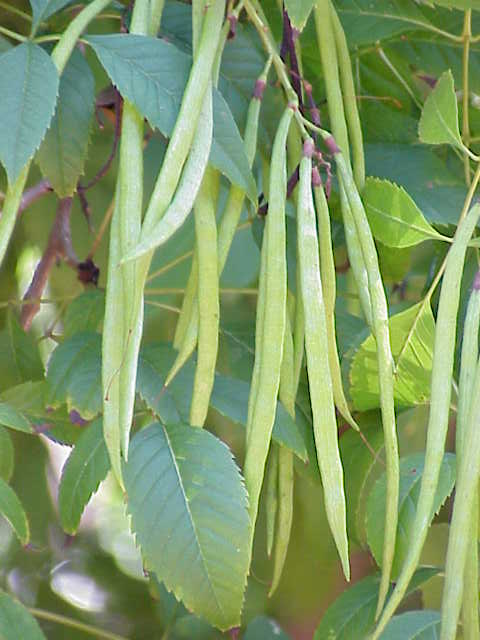
Früchte

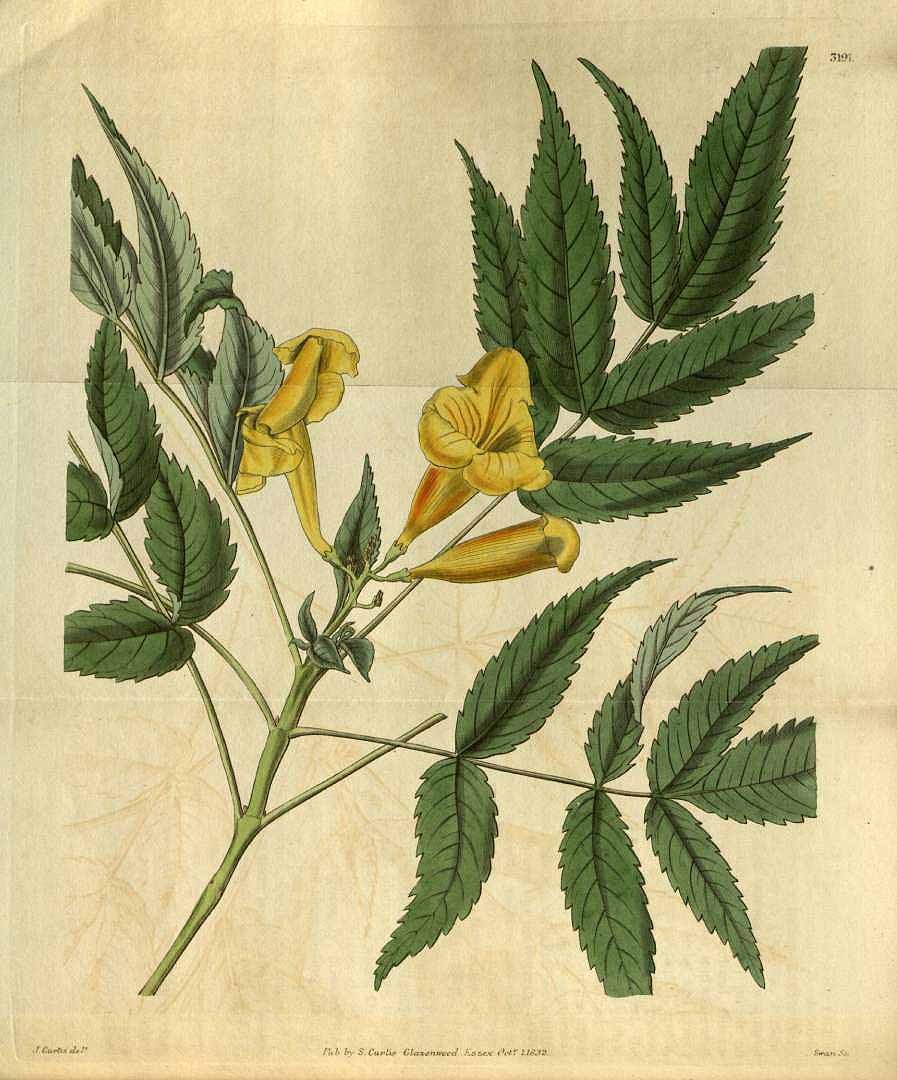
Illustration

### Vegetative Merkmale
Die Gelbe Trompetenblume wächst als immergrüner Strauch oder kleiner Baum und erreicht Wuchshöhen von 6 bis 9 Metern oder bis zu 10 Metern mit einem Stammdurchmesser (Brusthöhendurchmesser BHD) von bis zu 25 Zentimetern. Die Borke ist dunkel und gefurcht. Die Rinde der etwa bleistiftförmigen Zweige ist mit Schuppen bedeckt (lepidot) und unregelmäßig schwach flaumig behaart, die Rinde von jungen Zweigen wird beim Trocknen dunkel-braun und von älteren Zweigen hell-braun.
Die gegenständig an den Zweigen angeordneten Laubblätter sind in Blattstiel und -spreite gegliedert. Der Blattstiel ist 1 bis 9 Zentimeter lang. Die 8 bis 10 Zentimeter lange, unpaarig gefiederte Blattspreite besitzt am unteren Bereich der Zweige 3 bis 13 Fiederblätter, ihre Zahl nimmt bei weiter oben am Zweig befindlichen Laubblättern ab und kann bis auf ein Fiederblatt reduziert sein. Die gegenständig an der Blattrhachis angeordneten sitzenden, bis 2 Millimeter lang gestielten seitlichen Fiederblätter sind lanzettlich mit keilförmiger Basis, gesägtem Rand und spitzem oberen Ende. Das Endfiederblatt ist 2,4 bis 15 Zentimeter lang sowie 0,8 bis 6 Zentimeter breit und oft mit zugespitztem oberen Ende.

### Generative Merkmale
In einem mehr oder weniger endständigen, traubigen oder traubigen rispigen Blütenstand befinden sich bis zu 20 Blüten. Blütenstandsrhachis und Blütenstiele sind mit Schuppen bedeckt. Nur wenige Blüten öffnen sich gleichzeitig.
Die Blüten duften süß vanilleähnlich. Die zwittrigen Blüten sind zygomorph und fünfzählig mit doppelter Blütenhülle. Die fünf Kelchblätter sind bei einer Länge von 3 bis 7 Millimetern sowie einem Durchmesser von 3 bis 4 Millimetern lang-becherförmig verwachsen und es sind am Randbereich eingesunkene Drüsen vorhanden. Der Kelch endet in fünf bei einer Länge von etwa 1 Millimeter deltaförmigen Kelchlappen meist mit zugespitztem oberen Ende. Die gold-gelben bis orange-roten Kronblätter besitzen oft sieben rötliche Adern im Kronschlund und zwei weitere schwach rote Linien an den oberen Rändern des Kronschlund und eine kurze schwache Linie an der Basis der zwei oberen Kronlappen. Die fünf Kronblätter sind zu einer bei einer Länge von 3,5 bis 8,5 Zentimetern röhrig-glockenförmigen bis schmal-stieltellerförmigen Krone verwachsen. Der untere nur 0,9 bis 1 Zentimeter lange Bereich der Krone ist relativ eng. Die kahle Krone ist schwach zweilippig und endet in fünf 1 bis 1,6 Zentimeter langen Kronlappen. Es ist ein 4 bis 5 Millimeter langes Staminodium vorhanden. Die vier fertilen, kahlen Staubblätter sind in der Kronröhre inseriert und in zwei Paaren angeordnet. Die zwei längeren Staubfäden sind 2,1 bis 2,4 Zentimeter lang und die beiden kürzeren sind 1,5 bis 1,8 Zentimeter lang. Die beiden Theken der Staubbeutel sind 3,5 Millimeter lang. Der Nektardiskus umgibt den Fruchtknoten bei einer Länge von etwa 1 Millimeter sowie einem Durchmesser von etwa 1 Millimeter becherförmig. Zwei Fruchtblätter sind bis zu einem oberständigen, bei einer Länge von etwa 3 Millimetern sowie einem Durchmesser von etwa 1 Millimeter schmal-zylindrischen Fruchtknoten verwachsen. In jedem der zwei Fruchtfächer sind die Samenanlagen in zwei Reihen angeordnet. Der 3,1 bis 3,4 Zentimeter lange Griffel endet zweilappig.
Die zweifächerige, mehr oder weniger kahle Kapselfrucht ist bei einer Länge von 7 bis 21, selten bis zu 25 Zentimetern sowie einem Durchmesser von 5 bis 7 Millimetern relativ schmal, linealisch, parallel zum Septum abgeflacht, öffnet sich fachspaltig parallel zur Mittellinie der Fruchtblätter (lokulizid) und senkrecht zum Septum mit zwei glatten Fruchtklappen. Die bei einer Länge von 3 bis 5 Millimetern sowie einer Breite von 2,4 bis 2,7 Zentimetern bialaten Samen besitzen scharf abgrenzt vom Samenkörper durchscheinend-häutige Flügel.

### Chromosomensatz
Die Chromosomengrundzahl beträgt x = 18; es liegt Diploidie mit einer Chromosomenzahl von 2n = 36 vor.

## Verbreitung
Das ursprüngliche Verbreitungsgebiet Tecoma stans ist die Neotropis. Es gibt Fundortangaben für Texas, das südliche Arizona, das südliche New Mexico, das südliche Florida, die Bahamas, Mexiko, Guatemala, Honduras, Nicaragua, Costa Rica, El Salvador, Panama, Cayman Islands, Kuba, Hispaniola, Jamaika, Puerto Rico, die Kleinen Antillen, Kolumbien, Ecuador, Bolivien, Peru, Venezuela sowie das nördliche Argentinien.
Sie wird als Zierpflanze in den gesamten Tropen verwendet und ist in vielen Ländern verwildert. Tecoma stans ist ein Neophyt auf den Kanarischen Inseln, Andamanen, Carolinen, Weihnachtsinseln, Komoren, Nicobaren, Marianen, Cookinseln, Gilbertinseln, Line Islands, Austral-Inseln (Tubuai), Marquesas, Tuamotu, Vanuatu, Ascension, in Bangladesch, Südafrika, im Tschad, Eritrea, Äthiopien, Gambia, Guinea, Hawaii, Indien, Mauretanien, Myanmar, Neukaledonien, St. Helena und im westlichen Himalaya. Tecoma stans ist auch in Brasilien ein Neophyt.
Die Gelbe Trompetenblume hat sich in den tropischen Küstenregionen Polynesiens und Australiens, dort vor allem im Norden von Queensland, als invasive Art erwiesen und stark ausgebreitet. Tecoma stans gedeiht als Neophyt in Australien, in Süd- sowie Südostasien, Süd- sowie Ostafrika und auf einigen Inseln mit warmem Klima.

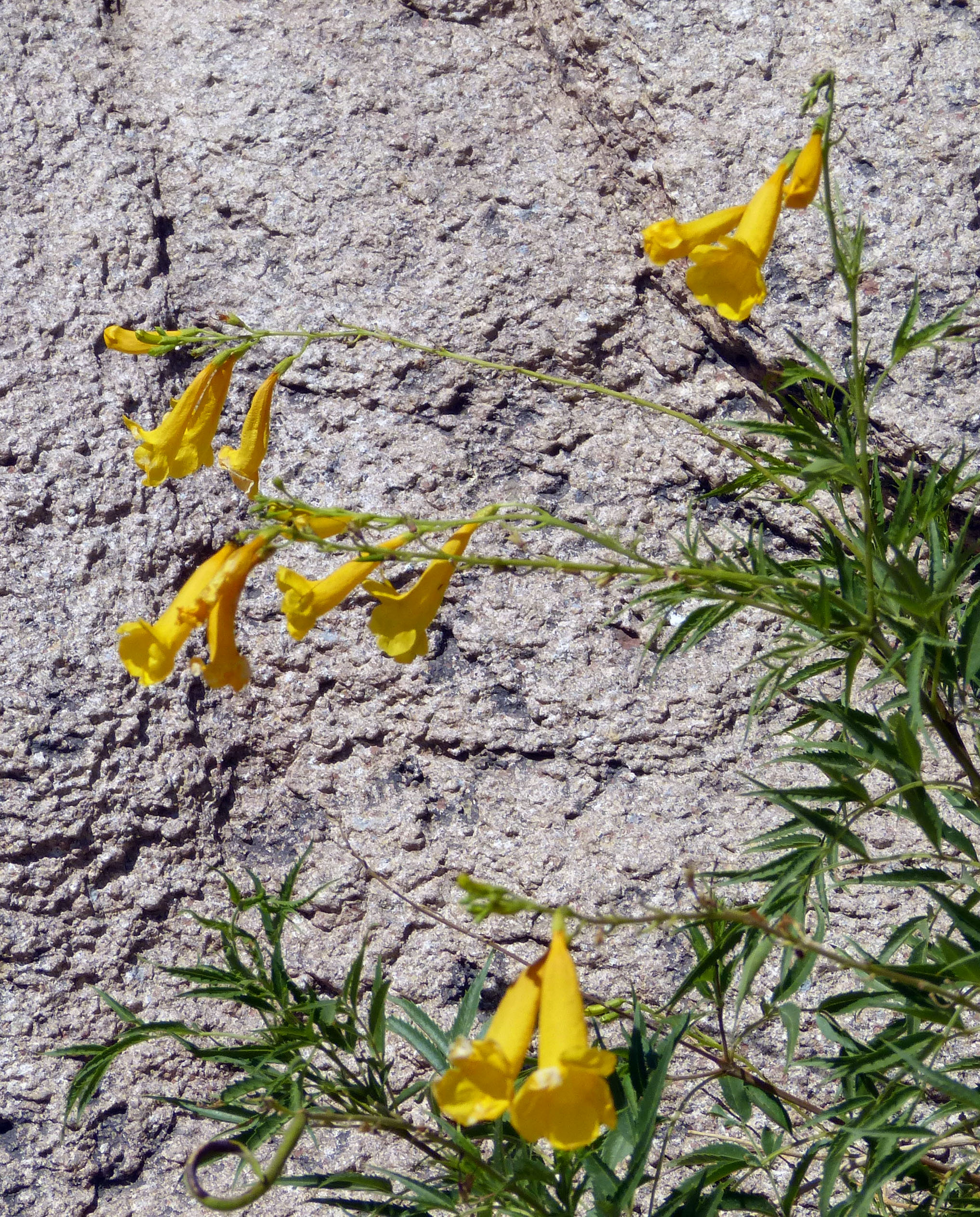
Blütenstände von Tecoma stans var. angustata

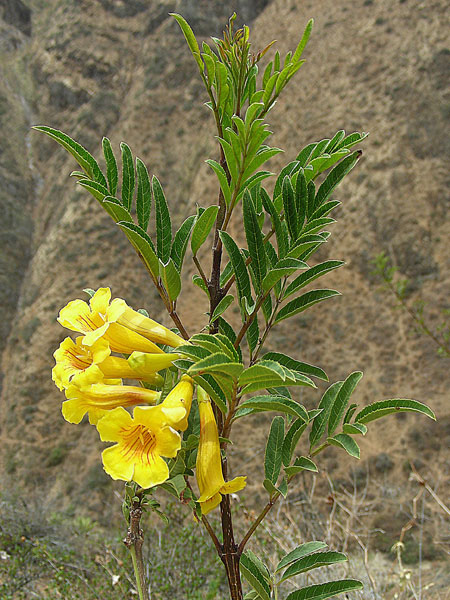
Zweig mit Laubblättern und Blütenstand von Tecoma stans var. sambucifolia

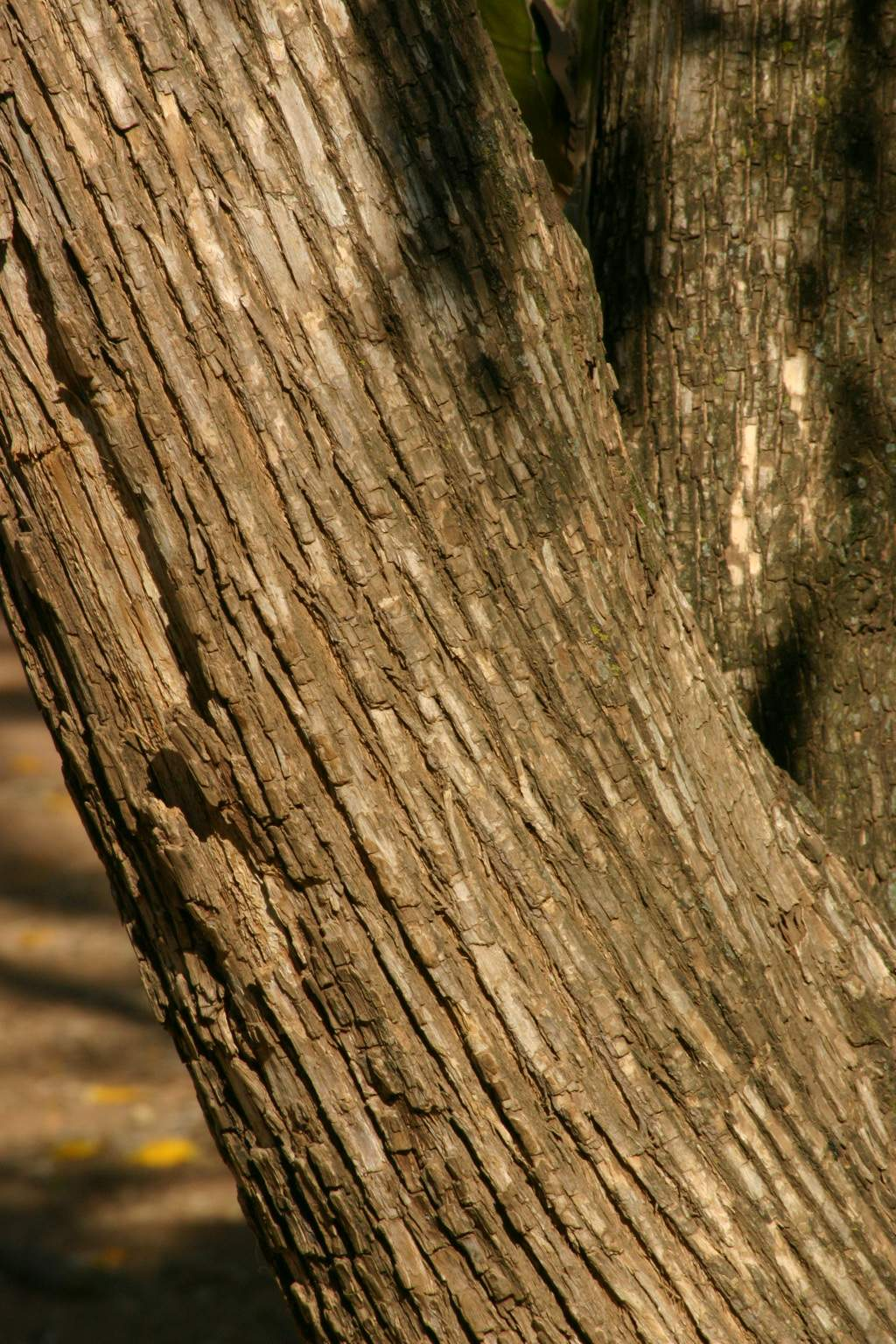
Borke

## Systematik

### Taxonomie
Die Erstveröffentlichung erfolgte 1763 unter dem Namen (Basionym) Bignonia stans durch Carl von Linné in Species Plantarum, 2. Auflage, Seite 871. Die Neukombination zu Tecoma stans (L.) Juss. ex Kunth wurde 1819 durch Antoine Laurent de Jussieu in Carl Sigismund Kunth: Nova Genera et Species Plantarum, 3, Seite 144 veröffentlicht. Das Artepitheton stans stammt aus dem Lateinischen und bedeutet „aufrecht“. Weitere Synonyme für Tecoma stans (L.) Juss. ex Kunth sind: Stenolobium stans (L.) Seem., Gelseminum stans (L.) Kuntze.

### Subtaxa und ihre Verbreitung
Je nach Autor gibt es von der Art Tecoma stans etwa vier Varietäten:
- Tecoma stans var. angustata Rehder: Sie kommt nur in den südlichen US-Bundesstaaten vor.[1]
- Tecoma stans var. sambucifolia (Kunth) J.R.I.Wood: Sie kommt nur vom südlichen Ecuador über Peru bis ins nördliche Bolivien vor.[1]
- Tecoma stans (L.) Juss. ex Kunth var. stans[1]
- Tecoma stans var. velutina DC.: Sie kommt in Zentralamerika und im nördlichen Südamerika vor.[1]

Manche Autoren werten diese Subtaxa in Zentralamerika als Synonyme der Art Tecoma stans.

## Nutzung
Die Gelbe Trompetenblume wird in subtropischen bis tropischen Gärten, Parks und im Straßenbegleitgrün als Zierpflanzen oft verwendet.
Die Gelbe Trompetenblume kann in den USDA-Klimazonen 7 bis 11 angepflanzt werden. Je nach Exemplar ist die Frosttoleranz sehr unterschiedlich.
Das Holz wird als Feuerholz und zur Holzkohlegewinnung verwendet. In der Volksmedizin wird Tecoma stans eingesetzt.